# سیارک ۳۱۱۸
سیارک ۳۱۱۸ (به انگلیسی: 3118 Claytonsmith، نامگذاری:1974OD) سه هزار و صد و هجدهمین سیارک کشف شده‌است که در ۱۹ ژوئیه ۱۹۷۴ کشف شد.
قدر مطلق سیارک برابر ۱۰٫۹۰ است.